# Yaruchel
Yaruchel är en ort i Honduras.   Den ligger i departementet Departamento de Ocotepeque, i den västra delen av landet, 180 km väster om huvudstaden Tegucigalpa. Yaruchel ligger 1 374 meter över havet och antalet invånare är 1 105.
Terrängen runt Yaruchel är bergig. Runt Yaruchel är det ganska tätbefolkat, med 58 invånare per kvadratkilometer. Närmaste större samhälle är San Manuel de Colohete, 18,6 km sydost om Yaruchel.  